# Mónica Jiménez
Mónica Eliana Jiménez de la Jara, född 25 december 1940 i Santiago, död 25 augusti 2020 i Santiago i Chile, var en chilensk kristdemokratisk politiker.
Jiménez var utbildningsminister 2008-2010, under regeringen Bachelet I. Jiménez tjänstgjorde senare (från 2016) som ambassadör i Israel.   

## Familj
Hon kom från en politisk familj där hennes pappa var hälsominister under president Salvador Allende och hennes bror hade samma position under president Patricio Aylwin. 

## Vattenincidenten
I juli 2008 fick hon en skål vatten kastad mot sitt ansikte under en offentlig debatt. Det var den fjortonåriga studenten María Música Sepúlveda som kastade vattnet för att hon tyckte att ministern ignorerade henne då hon försökte diskutera den brutalitet som polisen använde för att mota bort studenter från debatten.